# Salvador Zerboni
Salvatore García de León Zerboni (México, D.F., 3 de mayo de 1979) conocido artísticamente como Salvador Zerboni, es un actor de televisión mexicano.

## Carrera
Salvador Zerboni ha incursionado en cine y televisión, en diferentes producciones de Latinoamérica. Comenzó su carrera en 2003 en la adaptación mexicana de la telenovela Machos.
Su primer trabajo en México lo realizó en la serie RBD: la familia en 2007 compartiendo créditos con el grupo de RBD. Un año más tarde debuta en el cine participando en la película Rudo y cursi.
En 2009 participó en la serie El Pantera, interpretando a uno de los villanos principales junto a Luis Roberto Guzmán e Ignacio López Tarso. Ese mismo año trabaja en la producción Melted Hearts and Persons.
En 2010 participó en la serie Soy tu fan. En 2011 fue uno de los antagonistas en la serie de televisión La reina del sur, donde compartía créditos con Kate del Castillo y Humberto Zurita. Ese mismo año participa en la serie La Mariposa.
En 2012 participó en Abismo de pasión interpretando a Gabino Mendoza, compartiendo créditos con Angelique Boyer y David Zepeda. Ese mismo año apareció en la serie Hoy soy nadie junto a actores como Emmanuel Orenday En 2013 participa en Libre para amarte junto a Gloria Trevi.
Ese mismo año fue uno de los antagonistas en la serie de televisión Quiero amarte interpretando a "Horacio" y compartiendo créditos con Karyme Lozano y Cristian de la Fuente. 
En 2014 participó en el musical Qué rico mambo, producido por Eduardo Paz.
En 2015 antagonizó en la serie de televisión A que no me dejas.

## Trayectoria

### Televisión
| Año       | Proyecto                              | Personaje                       |
| --------- | ------------------------------------- | ------------------------------- |
| 2025      | Riquísimos, por cierto                | Invitado                        |
| 2023-2024 | Golpe de suerte                       | León Yurma                      |
| 2021-2022 | Parientes a la fuerza                 | Juancho Hernández               |
| 2020      | Vecinos                               | Manolo                          |
| 2019      | Decisiones: Unos ganan, otros pierden | Manuel                          |
| 2019      | Nosotros los guapos                   | Invitado                        |
| 2018      | ¡Ay Güey!                             | José "Pepe"                     |
| 2017      | El bienamado                          | Jairo Portela                   |
| 2015-2016 | A que no me dejas                     | Leonel Madrigal                 |
| 2015      | Azul Violeta                          | Darío                           |
| 2014      | Los héroes del norte                  |                                 |
| 2013-2014 | Quiero amarte                         | Horacio Espinoza                |
| 2013      | Libre para amarte                     | Norberto                        |
| 2013      | Todo incluido                         | Invitado                        |
| 2012      | Abismo de pasión                      | Gabino Mendoza                  |
| 2012      | Lynch                                 | El Capi Forlano                 |
| 2011      | La Mariposa                           | Bill Smith                      |
| 2011      | La reina del sur                      | Ramiro Vargas "El Ratas"        |
| 2010      | Capadocia                             | Jordi                           |
| 2010      | Persons Unknown                       | Tough #1                        |
| 2010      | Soy tu fan                            | Junior                          |
| 2009      | El Pantera                            | Gabriel "El Ángel de la Muerte" |
| 2007-2008 | Lola, érase una vez                   | Gonzalo Iglesias                |
| 2007      | RBD, la familia                       | Daniel                          |
| 2005      | Decisiones                            | Javier                          |
| 2005      | Machos                                | Esteban                         |

### Realities
| Año  | Título                               | Notas                 |
| ---- | ------------------------------------ | --------------------- |
| 2025 | Top Chef VIP                         | Concursante           |
| 2025 | La casa de los famosos All-Stars     | 1.º eliminado         |
| 2023 | Los 50                               | 19.º eliminado        |
| 2023 | Reto 4 elementos: La Liga Extrema    | Semifinalista         |
| 2022 | La casa de los famosos               | Subcampeón            |
| 2018 | Reto 4 elementos: Naturaleza extrema | 32.º / 19.º eliminado |

### Cine
| Año  | Película        | Personaje         |
| ---- | --------------- | ----------------- |
| 2019 | Guadalupe Reyes | Bobby             |
| 2018 | El boxeador     | Enrique (Mánager) |
| 2008 | Rudo y Cursi    | Jorge W           |

### Teatro
| Año  | Obra de teatro      | Personaje |
| ---- | ------------------- | --------- |
| 2016 | El sacerdote        | Isaac     |
| 2015 | Sin censura         | Él mismo  |
| 2014 | Qué rico mambo      | Uruchurtu |
| 2013 | Baño de mujeres     |           |
| 2012 | Una noche de pasión | Melo      |

## Premios y nominaciones

### Premios TVyNovelas México
| Año  | Categoría     | Telenovela       | Resultado |
| ---- | ------------- | ---------------- | --------- |
| 2013 | Mejor villano | Abismo de pasión | Nominado  |

### People en Español
| Año  | Categoría     | Telenovela       | Resultado |
| ---- | ------------- | ---------------- | --------- |
| 2011 | Mejor villano | La reina del sur | Nominado  |